# Crésantignes
Crésantignes est une commune française située dans le département de l'Aube en région Grand Est.

## Géographie
| Javernant  |                  | Machy  |
| Saint-Phal | Crésabtignes     |        |
|            | Fays-la-Chapelle | Jeugny |

### Toponymie
Le village est cité pour sa position sur la voie romaine Troyes/Auxerre qui passe au Cheminot et sépare le finage de celui de Javernant et celle Troyes/Tonnerre qui sépare le finage de celui de Jeugny.
Le cadastre de 1828 cite : Cheminot, Epinets, le moulin de l'étang, de la vanne, le neuf ; la source de la Mogne qui rejoint l'Hozain comme étant au territoire.

### Hydrographie
La commune est dans la région hydrographique « la Seine de sa source au confluent de l'Oise (exclu) » au sein du bassin Seine-Normandie. Elle est drainée par la Mogne,.
La Mogne, d'une longueur de 17 km, prend sa source dans la commune  et se jette  dans l'Hozain à Isle-Aumont, après avoir traversé 13 communes.

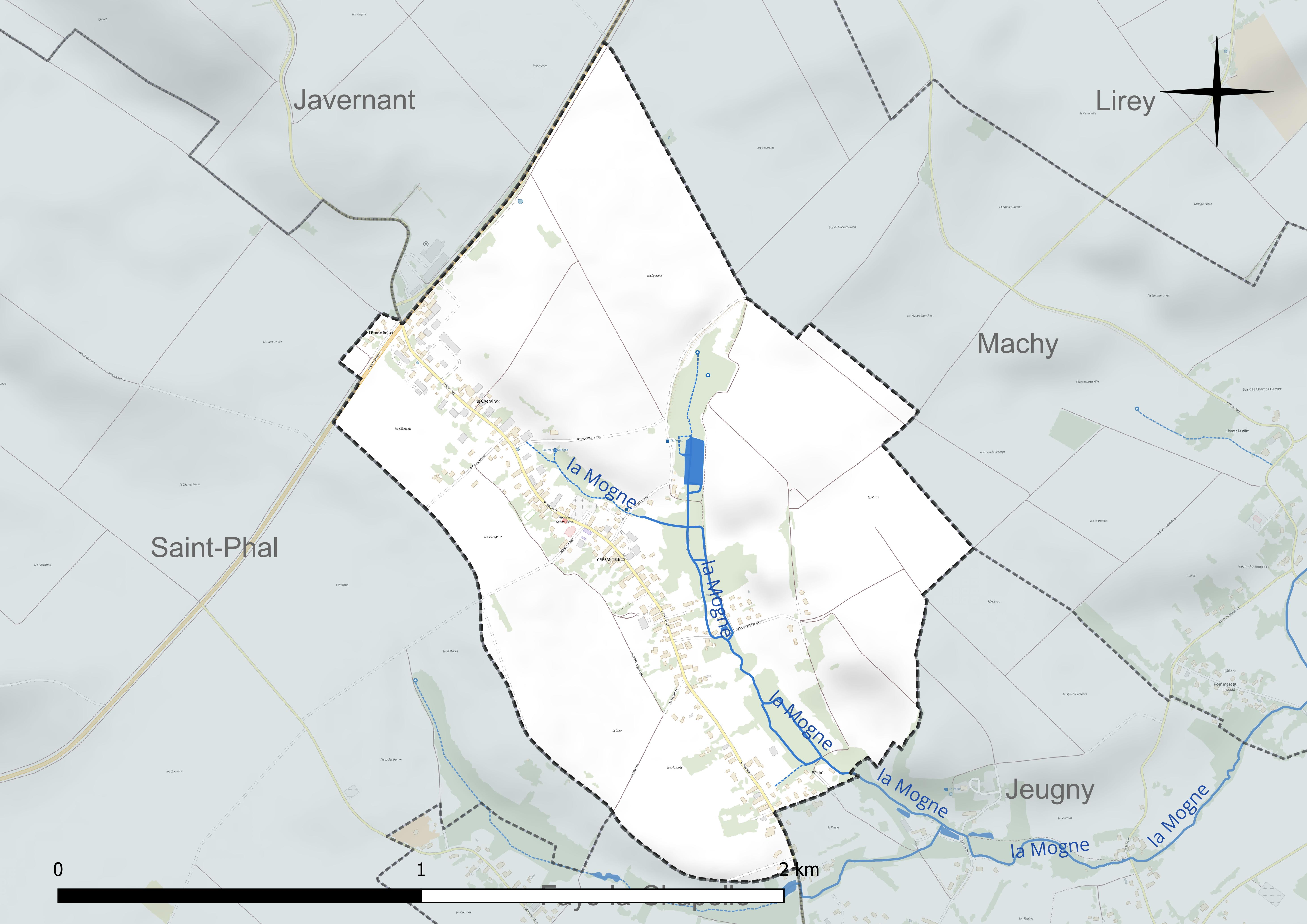
Réseau hydrographique de Crésantignes.

### Climat
Pour des articles plus généraux, voir Climat du Grand Est et Climat de l'Aube.
En 2010, le climat de la commune est de type climat océanique dégradé des plaines du Centre et du Nord, selon une étude du Centre national de la recherche scientifique s'appuyant sur une série de données couvrant la période 1971-2000. En 2020, Météo-France publie une typologie des climats de la France métropolitaine dans laquelle la commune est exposée à un climat océanique altéré et est dans la région climatique Lorraine, plateau de Langres, Morvan, caractérisée par un hiver rude (1,5 °C), des vents modérés et des brouillards fréquents en automne et hiver.
Pour la période 1971-2000, la température annuelle moyenne est de 10,6 °C, avec une amplitude thermique annuelle de 15,7 °C. Le cumul annuel moyen de précipitations est de 737 mm, avec 12,2 jours de précipitations en janvier et 7,9 jours en juillet. Pour la période 1991-2020, la température moyenne annuelle observée sur la station météorologique de Météo-France la plus proche, « Saint-Pouange », sur la commune de Saint-Pouange à 10 km à vol d'oiseau, est de 11,5 °C et le cumul annuel moyen de précipitations est de 707,5 mm. 
La température maximale relevée sur cette station est de 42,2 °C, atteinte le 24 juillet 2019 ; la température minimale est de −21 °C, atteinte le 9 janvier 1985,,.
Les paramètres climatiques de la commune ont été estimés pour le milieu du siècle (2041-2070) selon différents scénarios d'émission de gaz à effet de serre à partir des nouvelles projections climatiques de référence DRIAS-2020. Ils sont consultables sur un site dédié publié par Météo-France en novembre 2022.

## Urbanisme

### Typologie
Au 1er janvier 2024, Crésantignes est catégorisée commune rurale à habitat dispersé, selon la nouvelle grille communale de densité à 7 niveaux définie par l'Insee en 2022.
Elle est située hors unité urbaine. Par ailleurs la commune fait partie de l'aire d'attraction de Troyes, dont elle est une commune de la couronne,. Cette aire, qui regroupe 209 communes, est catégorisée dans les aires de 200 000 à moins de 700 000 habitants,.

### Occupation des sols
L'occupation des sols de la commune, telle qu'elle ressort de la base de données européenne d’occupation biophysique des sols Corine Land Cover (CLC), est marquée par l'importance des territoires agricoles (85,7 % en 2018), une proportion identique à celle de 1990 (85,7 %). La répartition détaillée en 2018 est la suivante : 
terres arables (71,1 %), zones agricoles hétérogènes (14,6 %), zones urbanisées (14,3 %). L'évolution de l’occupation des sols de la commune et de ses infrastructures peut être observée sur les différentes représentations cartographiques du territoire : la carte de Cassini (XVIIIe siècle), la carte d'état-major (1820-1866) et les cartes ou photos aériennes de l'IGN pour la période actuelle (1950 à aujourd'hui).

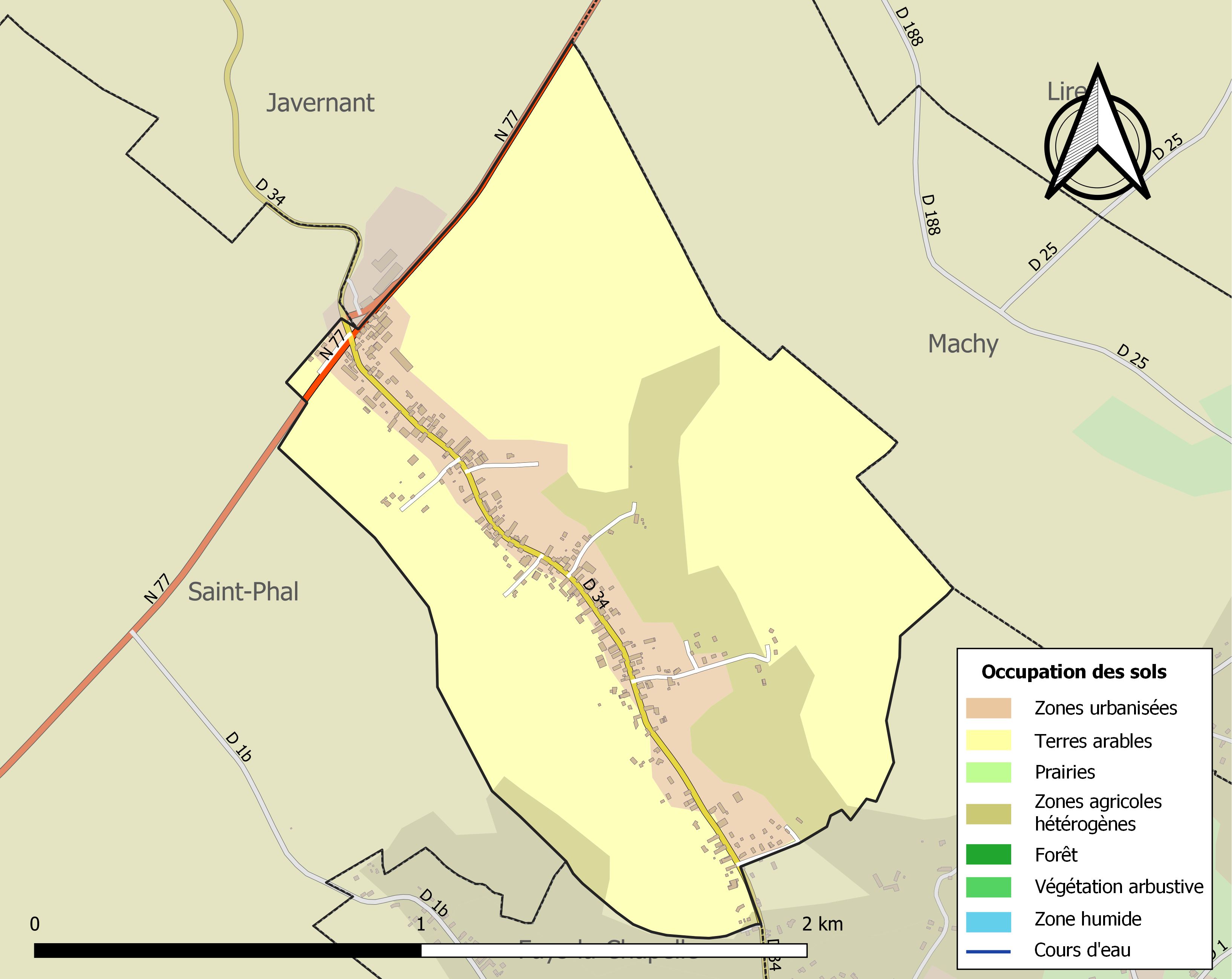
Carte des infrastructures et de l'occupation des sols de la commune en 2018 (CLC).

## Histoire
EN 1789, le village était de l'intendance et de la généralité de Châlons, de l'élection et du bailliage de Troyes.

## Politique et administration

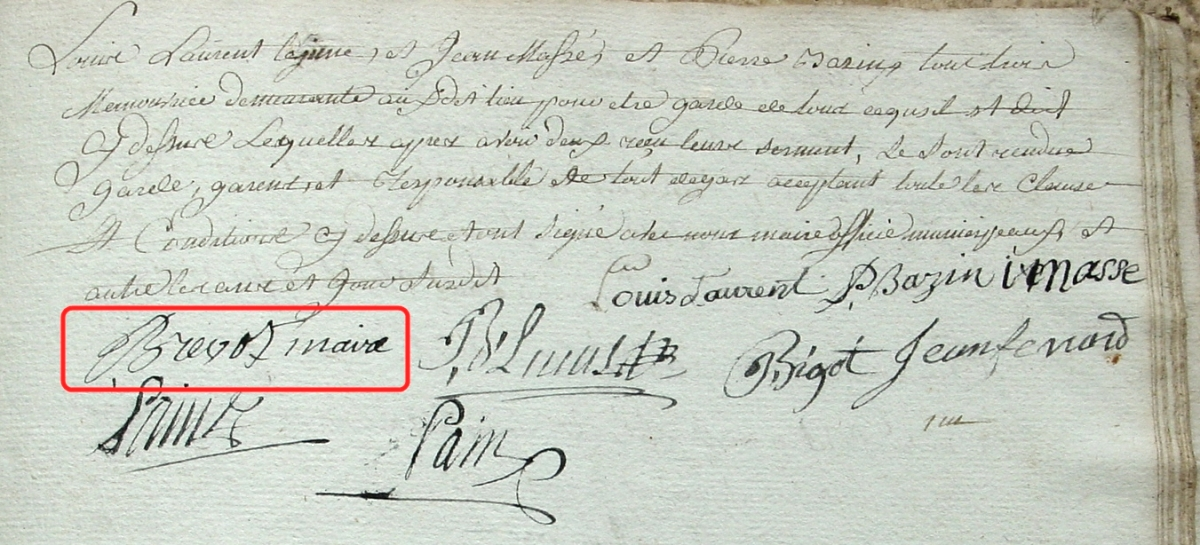
Archives de la mairie de Crésantignes (registre - 1789). Signature du maire Brévot.

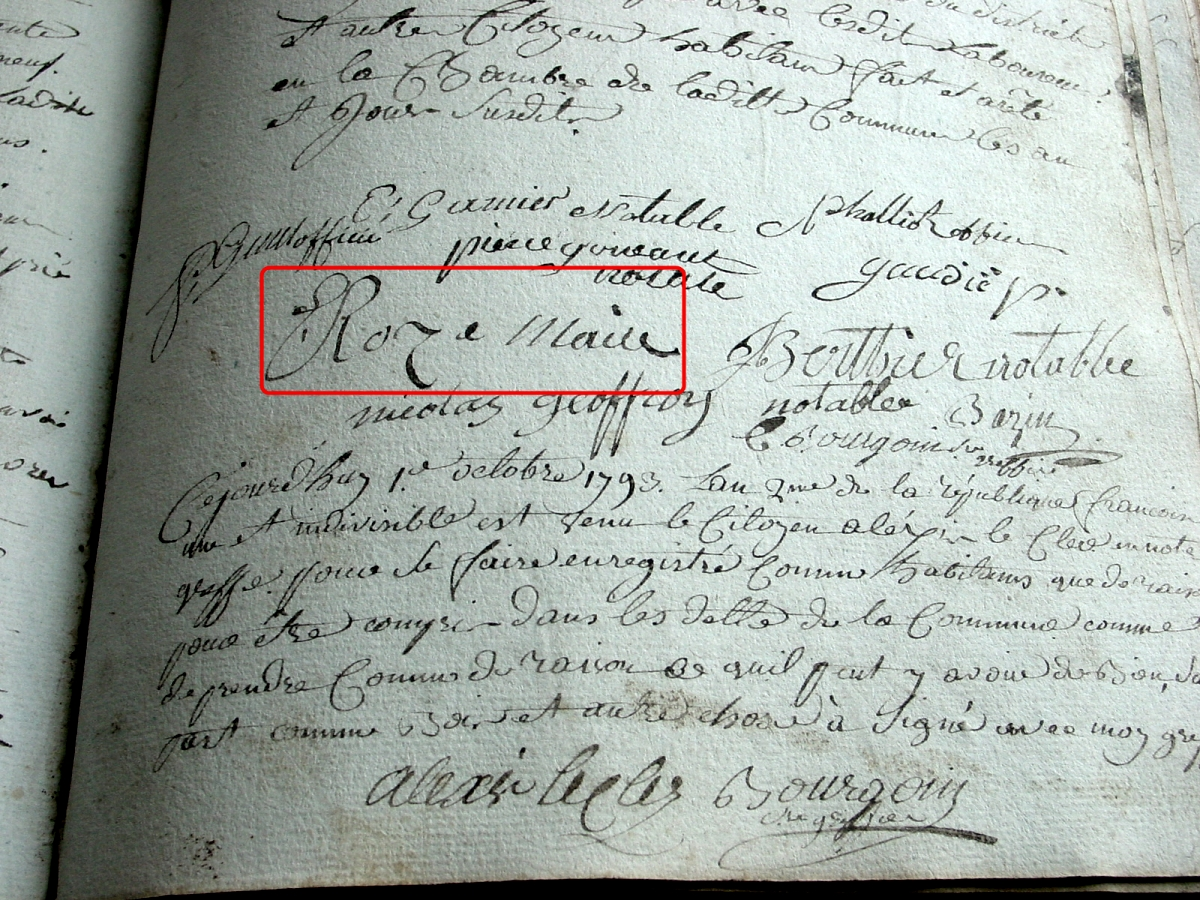
Archives de la mairie de Crésantignes (registre -1793). Signature du maire Rozé.

| Période                                      | Période  | Identité             | Étiquette | Qualité              |
| -------------------------------------------- | -------- | -------------------- | --------- | -------------------- |
| 1789 ?                                       | 1790     | Jean Brévot          | ...       | ...                  |
| 1793 ?                                       | 1794 ?   | Edmé Rozé            | ...       | ...                  |
|                                              |          |                      | ...       | ...                  |
| 1802                                         | 1830     | Edmée Mouille Farine | ...       | ...                  |
| 1830                                         | 1846     | Jean Baptiste Pain   | ...       | ...                  |
| 1846                                         | 1848     | Louis Pain           | ...       | ...                  |
| 1848                                         | 1857     | Pierre Denancy       | ...       | ...                  |
| 1857                                         | 1871     | Elie Dubois          | ...       | ...                  |
| 1871                                         | 1876     | Félix Lucas          | ...       | ...                  |
| 1876                                         | 1878     | Edmé Poullet         | ...       | ...                  |
| 1878                                         | 1881     | Félix Lucas          | ...       | ...                  |
| 1881                                         | 1884     | Elie Dubois          | ...       | ...                  |
| 1884                                         | 1892     | Alexandre Trumet     | ...       | ...                  |
| 1892                                         | 1903     | Jules Largentier     | ...       | ...                  |
| 1904                                         | 1919     | Elysée Scipiot       | ...       | ...                  |
| 1919                                         | 1935     | Maurice Fenard       | ...       | ...                  |
| 1935                                         | 1945     | Charles Papin        | ...       | ...                  |
| 1945                                         | 1977     | André Fenard         | ...       | ...                  |
| 1977                                         | 1995     | Jean François        | ...       | ...                  |
| 1995                                         | 2001     | Guy Nieps            | ...       | ...                  |
| mars 2001                                    | En cours | Dominique Blanchard  | UMP-LR    | Agriculteur retraité |
| Les données manquantes sont à compléter. . . |          |                      |           |                      |

## Démographie
L'évolution du nombre d'habitants est connue à travers les recensements de la population effectués dans la commune depuis 1793. Pour les communes de moins de 10 000 habitants, une enquête de recensement portant sur toute la population est réalisée tous les cinq ans, les populations de référence des années intermédiaires étant quant à elles estimées par interpolation ou extrapolation. Pour la commune, le premier recensement exhaustif entrant dans le cadre du nouveau dispositif a été réalisé en 2007.

En 2022, la commune comptait 310 habitants, en évolution de −0,64 % par rapport à 2016 (Aube : +0,7 %, France hors Mayotte : +2,11 %).
| 1793 | 1800 | 1806 | 1821 | 1831 | 1836 | 1841 | 1846 | 1851 |
| ---- | ---- | ---- | ---- | ---- | ---- | ---- | ---- | ---- |
| 521  | 534  | 483  | 490  | 495  | 506  | 513  | 513  | 512  |

| 1856 | 1861 | 1866 | 1872 | 1876 | 1881 | 1886 | 1891 | 1896 |
| ---- | ---- | ---- | ---- | ---- | ---- | ---- | ---- | ---- |
| 485  | 493  | 452  | 442  | 433  | 427  | 398  | 382  | 344  |

| 1901 | 1906 | 1911 | 1921 | 1926 | 1931 | 1936 | 1946 | 1954 |
| ---- | ---- | ---- | ---- | ---- | ---- | ---- | ---- | ---- |
| 320  | 308  | 275  | 231  | 259  | 273  | 250  | 255  | 286  |

| 1962 | 1968 | 1975 | 1982 | 1990 | 1999 | 2006 | 2007 | 2012 |
| ---- | ---- | ---- | ---- | ---- | ---- | ---- | ---- | ---- |
| 248  | 208  | 202  | 256  | 277  | 269  | 276  | 277  | 309  |

| 2017 | 2022 | - | - | - | - | - | - | - |
| ---- | ---- | - | - | - | - | - | - | - |
| 312  | 310  | - | - | - | - | - | - | - |

## Lieux et monuments

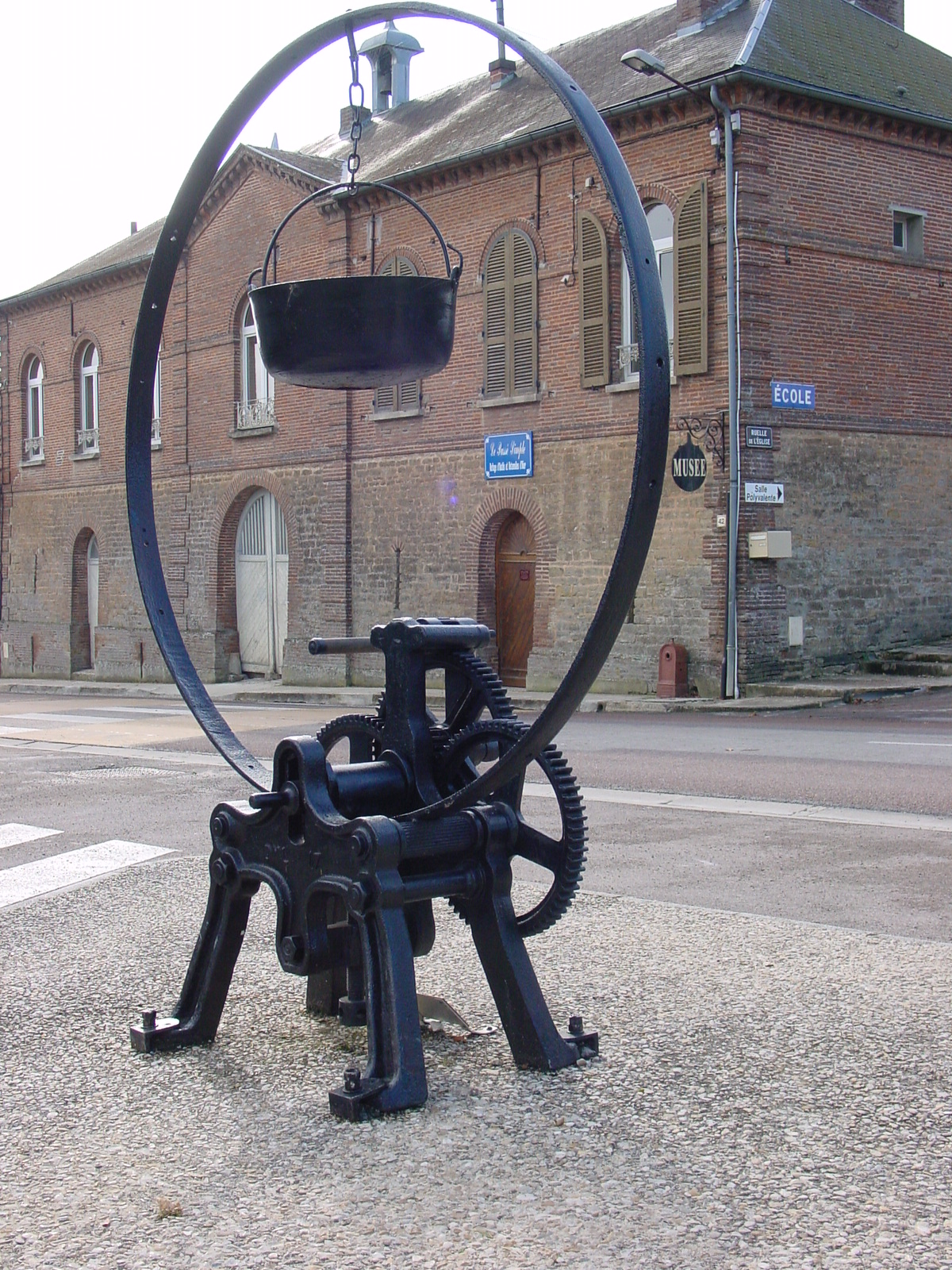
L'entrée du musée du Passé Simple, rue principale.

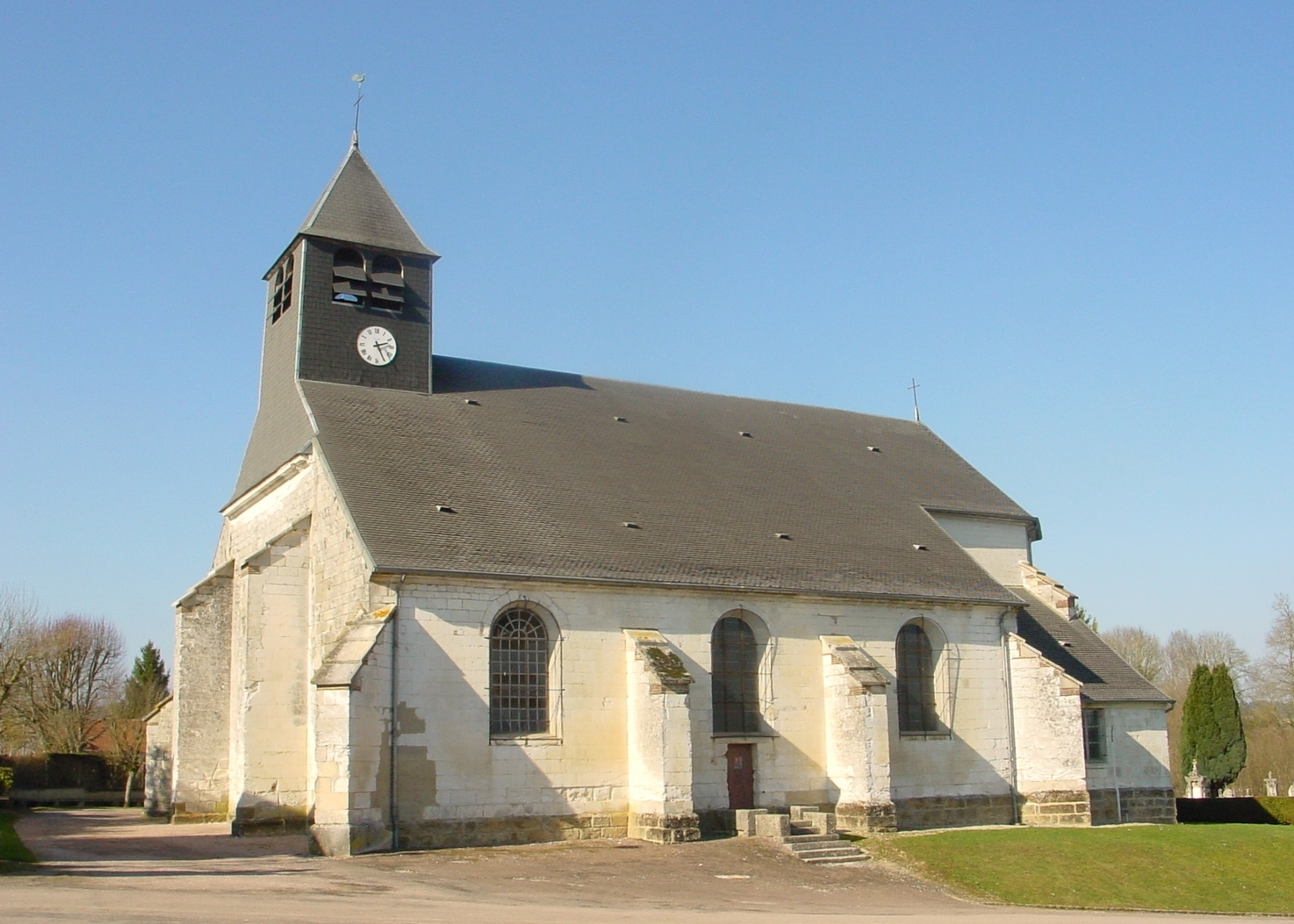
Vue sud.

- Le Musée du Passé Simple : refuge d'outils et d'ustensiles d'hier[23].

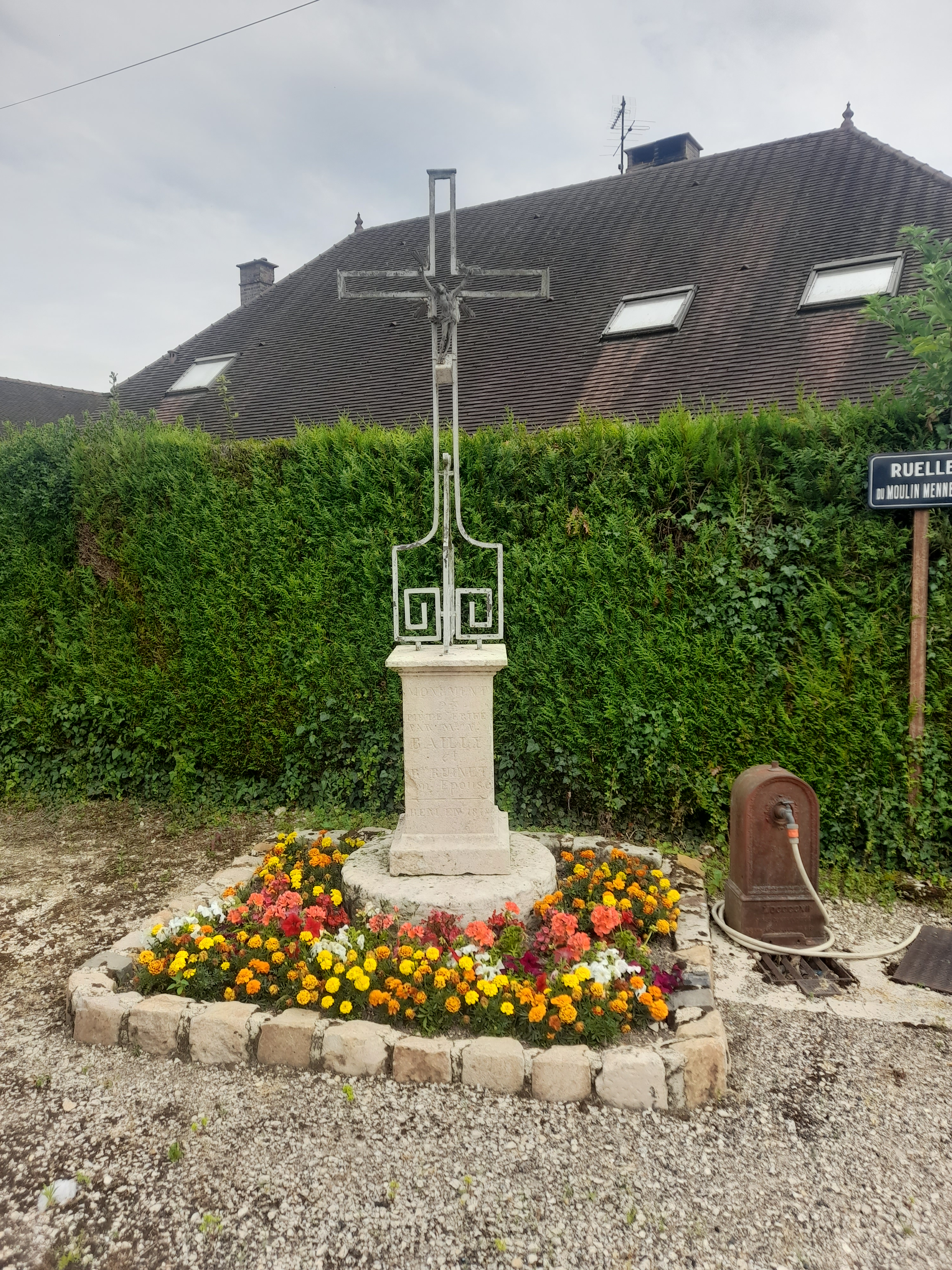
Calvaire de la ruelle du Moulin Menneret

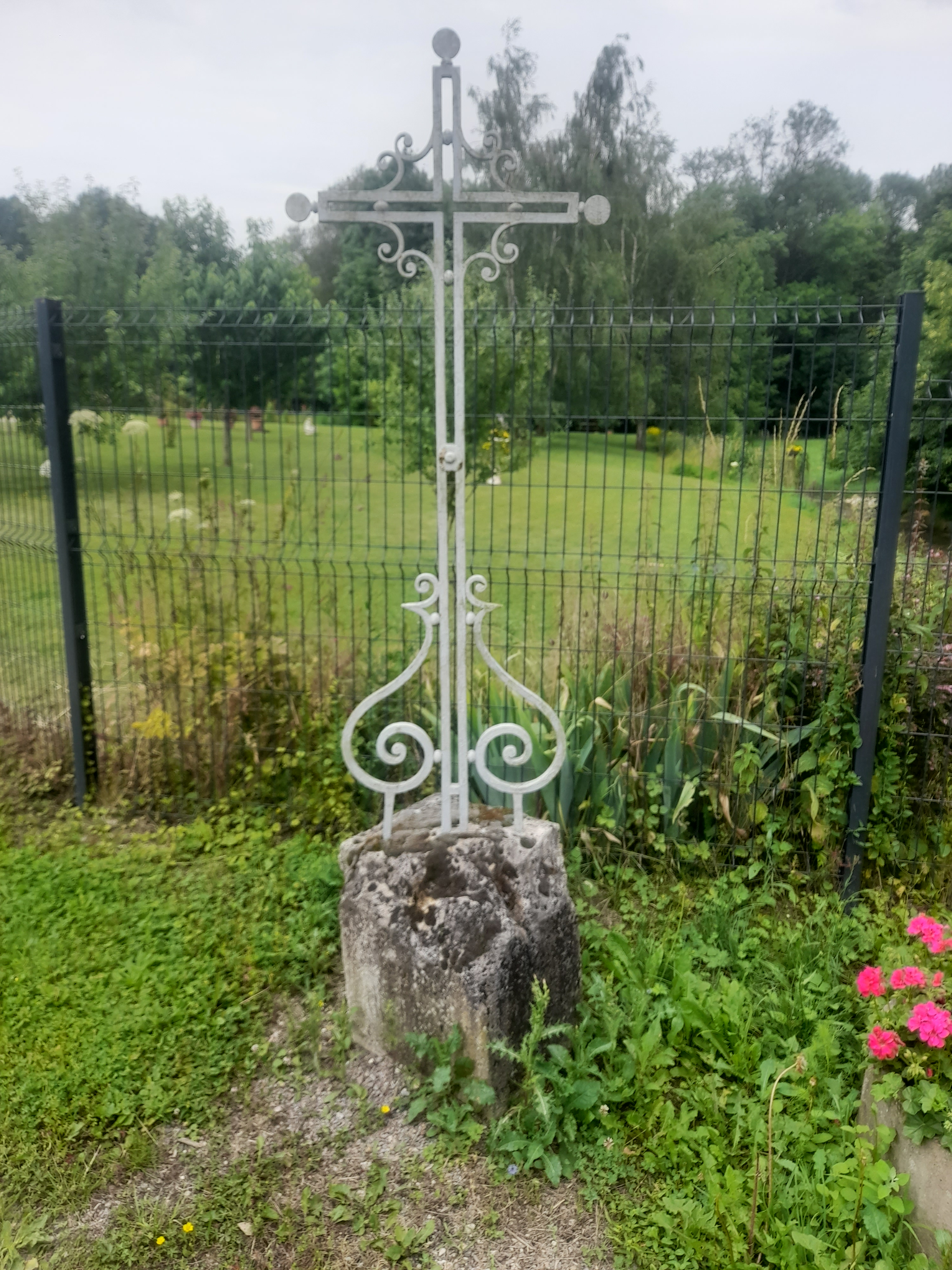
Calvaire du Lavoir

- La Commune possède trois calvaires,le premier se situe à l'intersection entre la Rue Principale et la Ruelle aux Gauthiers,le deuxième entre la Rue Principale et la ruelle du Moulin Menneret et le dernier en face du Lavoir.

Le Calvaire du Moulin est une croix dite "croix de l'Orme" où on peut lire sur le socle "Monument de piété érigé par F.Bailly et R.Ruinet,son épouse,béni en 1848.Une meule de moulin sert d'assise à cette croix.François Bailly était le beau père du meunier Menneret.
Le Calvaire de la rue Principale a été érigée aux frais de Marie Rose Pain et Louis J.B.Pain,maire de Crésantignes en 1840.
Le Calvaire du Lavoir,est une ancienne croix tombale de Timothée Pain qui sert de calvaire érigée après 1860.

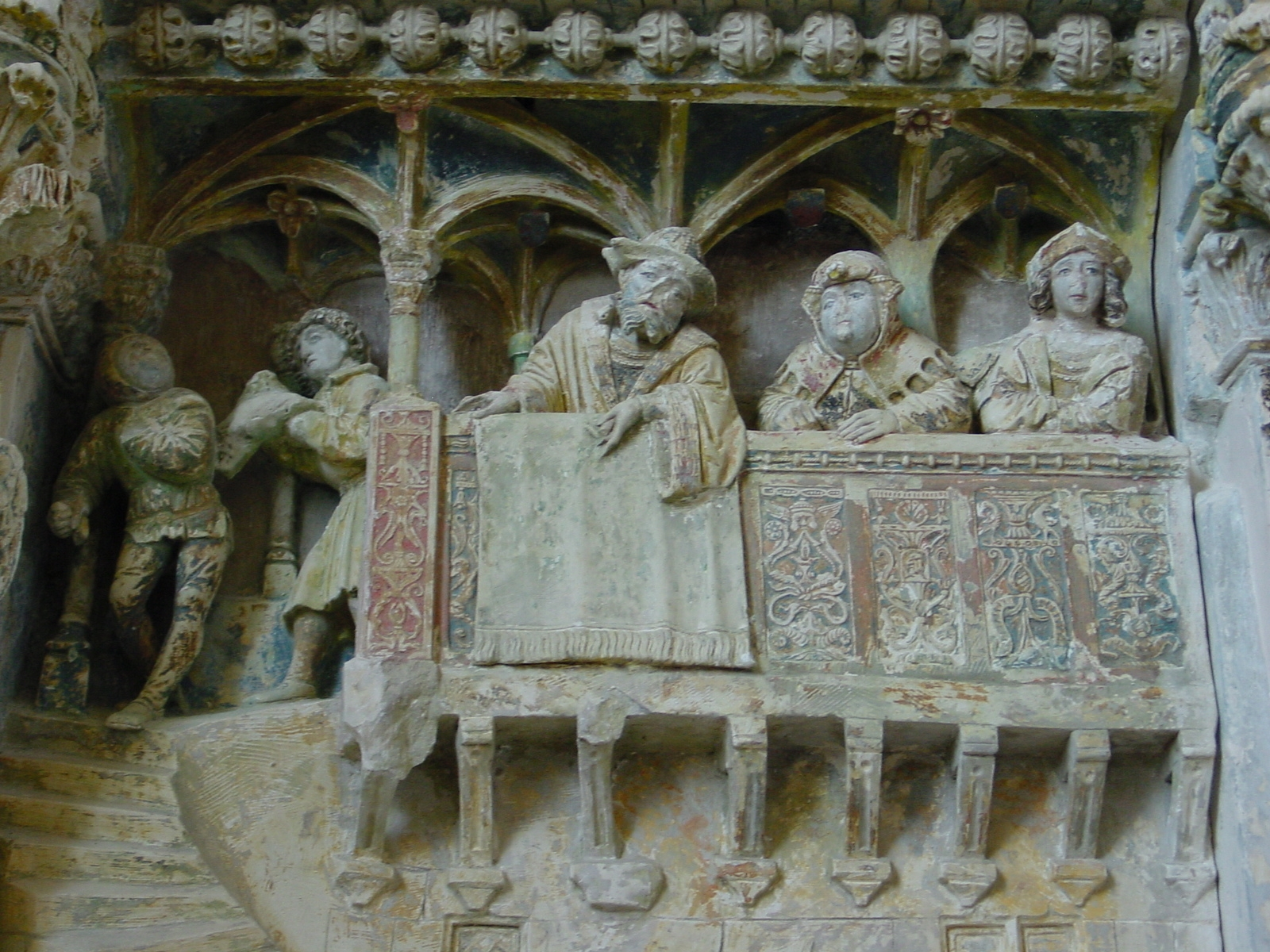
Détail du retable de l'église.

- L'église Saint Sébastien[24] de Crésantignes était une succursale de celle de Saint-Phal. La chapelle était une érection  financée par Anne de Vaudrey en 1576[25]. Le nouveau bâtiment est sur des plans de 1771 voulue par les habitants et commencée en 1781, avec son retable du XVIe siècle qui aurait été exécuté par Nicolas Halins[26] pour la collégiale de Lirey.

## Héraldique
| Blason de Crésantignes | Blason  | D'or à la cotice ondée d'azur accompagnée en chef de saint Sébastien martyr de gueules représenté à mi-corps et en pointe d'une roue de moulin à quatre rais en sautoir du même, au comble d'azur chargé de deux burelles potencées et contre-potencées d'or, soutenu et surmonté du même. |
| Blason de Crésantignes | Détails | Le statut officiel du blason reste à déterminer. |